# Frikadelle

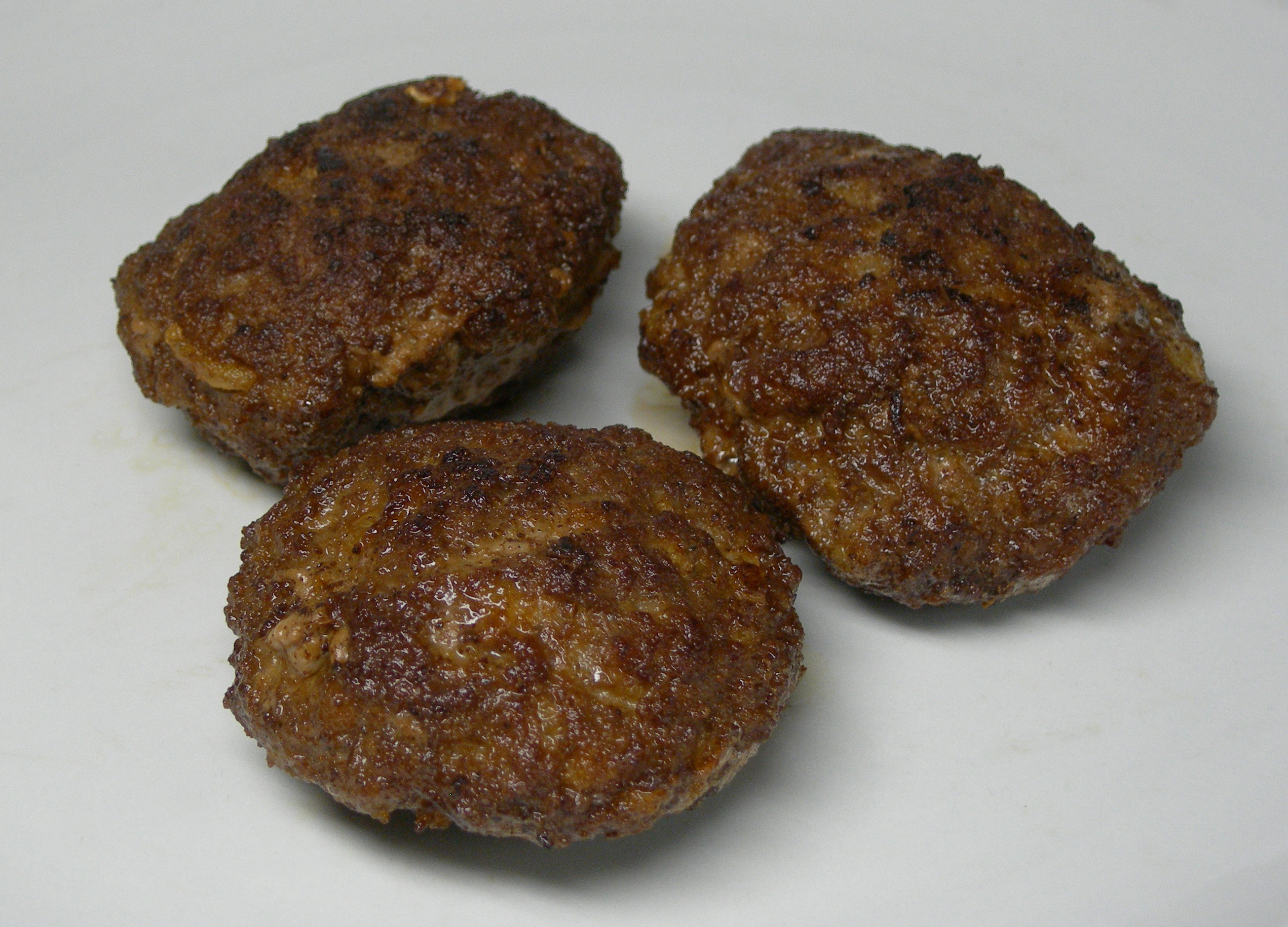
Frikadellen aus Rind- und Schweinefleisch

Als Frikadelle, Boulette oder Bulette, Bratklops, Fleischpflanzerl, Fleischküchle, Fleischklops, alemannisch Hacktätschli oder Wellklops, plattdeutsch auch Hackepille, wird ein gebratener flacher Kloß aus Hackfleisch bezeichnet, der unterschiedlich zubereitet und geformt wird. Das Pendant der österreichischen und ungarischen Küche bildet das Faschierte Laibchen.

## Zubereitung
Zunächst wird Hackfleisch (in der Regel gemischtes aus Rind und Schwein) mit Ei und gehackten und eventuell vorgedünsteten Zwiebeln vermengt. Altbackene Brötchen oder Toastscheiben werden in Wasser, Milch oder Sahne eingeweicht und anschließend ausgedrückt und in die Fleischmasse geknetet. Teilweise wird auch stattdessen Paniermehl verwendet. Regional abgewandelt werden als Bindemasse anstelle der Brötchen auch Quark (mit oder ohne Eier) oder in Wasser eingeweichte Haferflocken verwendet.
Danach werden je nach Geschmacksrichtung verschiedene Gewürze wie Salz, Pfeffer, Petersilie, Majoran und evtl. Muskat untergemengt. Je nach Rezept können auch noch beispielsweise Knoblauch und Senf oder Kümmel hinzugegeben werden. Anschließend wird die Masse zu höchstens handtellergroßen flachen Ballen geformt, die in heißem Fett gebraten werden. Besonders in Österreich und Dänemark ist es üblich, die Ballen vor dem Braten noch in Paniermehl zu wenden.
Frikadellen werden entweder als Tellergericht mit Beilagen oder als Imbiss mit Senf und Brötchen serviert. Mit abgewandeltem Rezept fanden sie als Hamburger Eingang in die ursprünglich amerikanische, inzwischen internationale Fast-Food-Kultur.

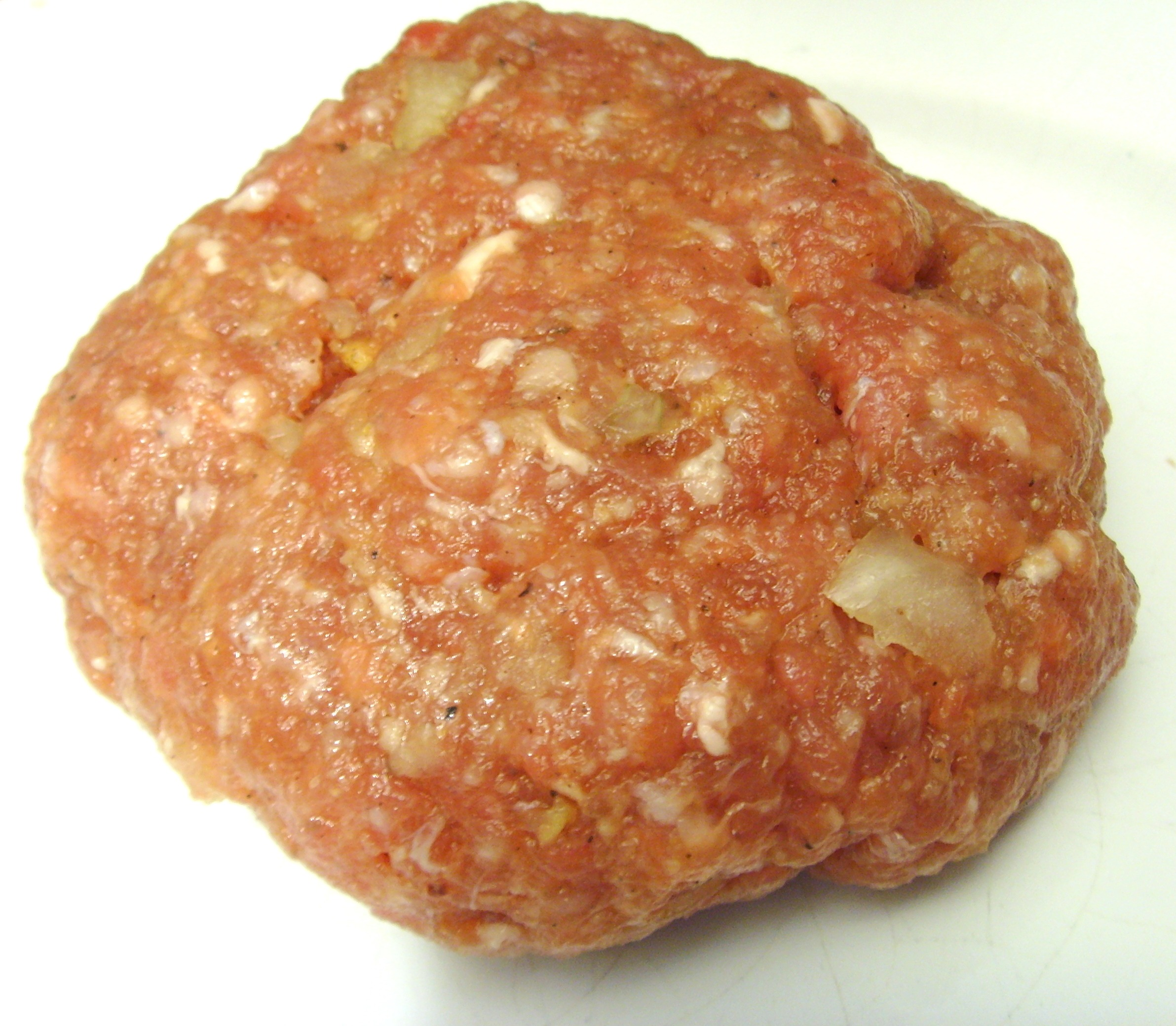
Rohe Frikadelle
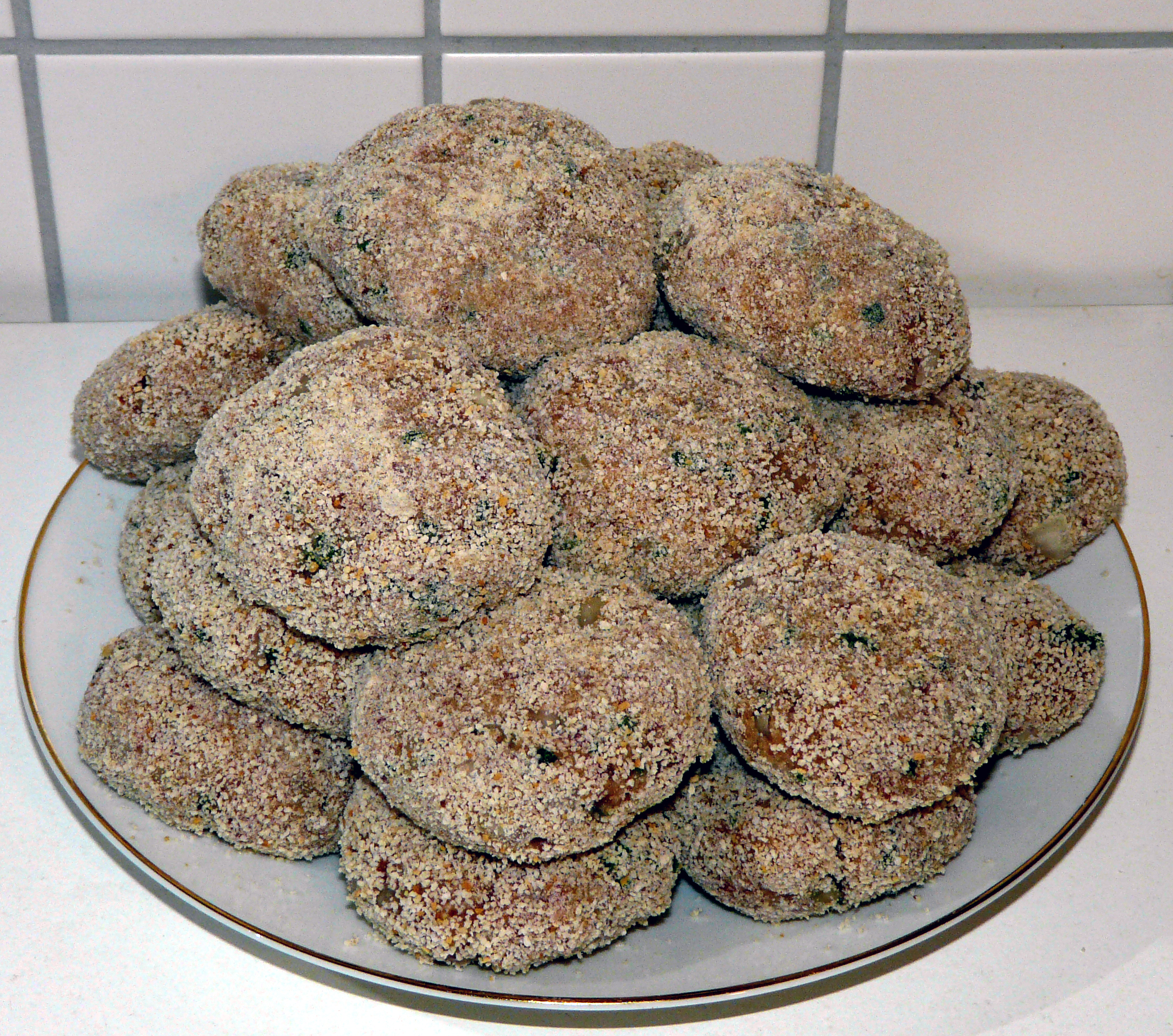
Rohe Frikadellen mit Paniermehl vor dem Braten
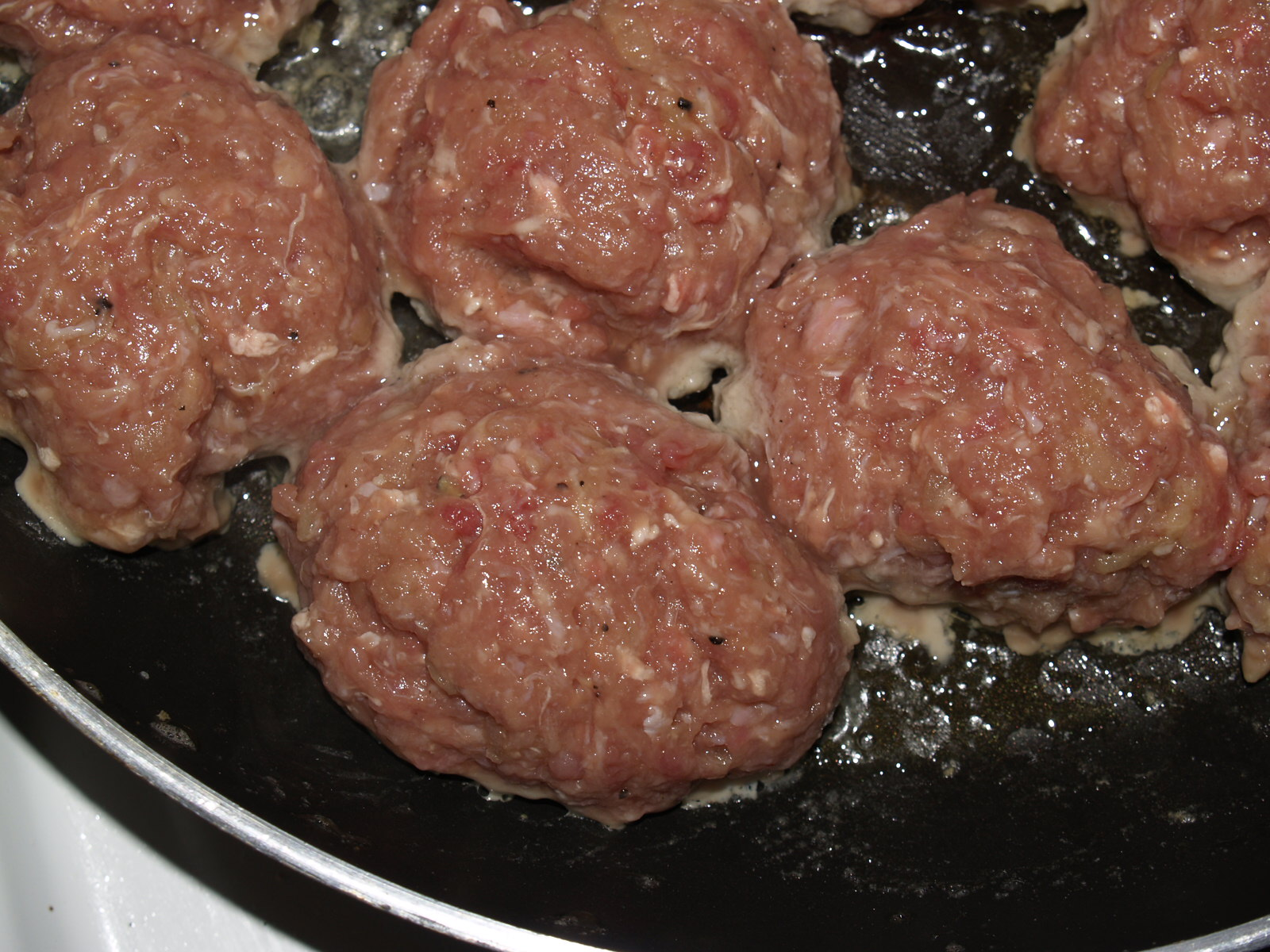
Frikadellen beim Braten in der Pfanne
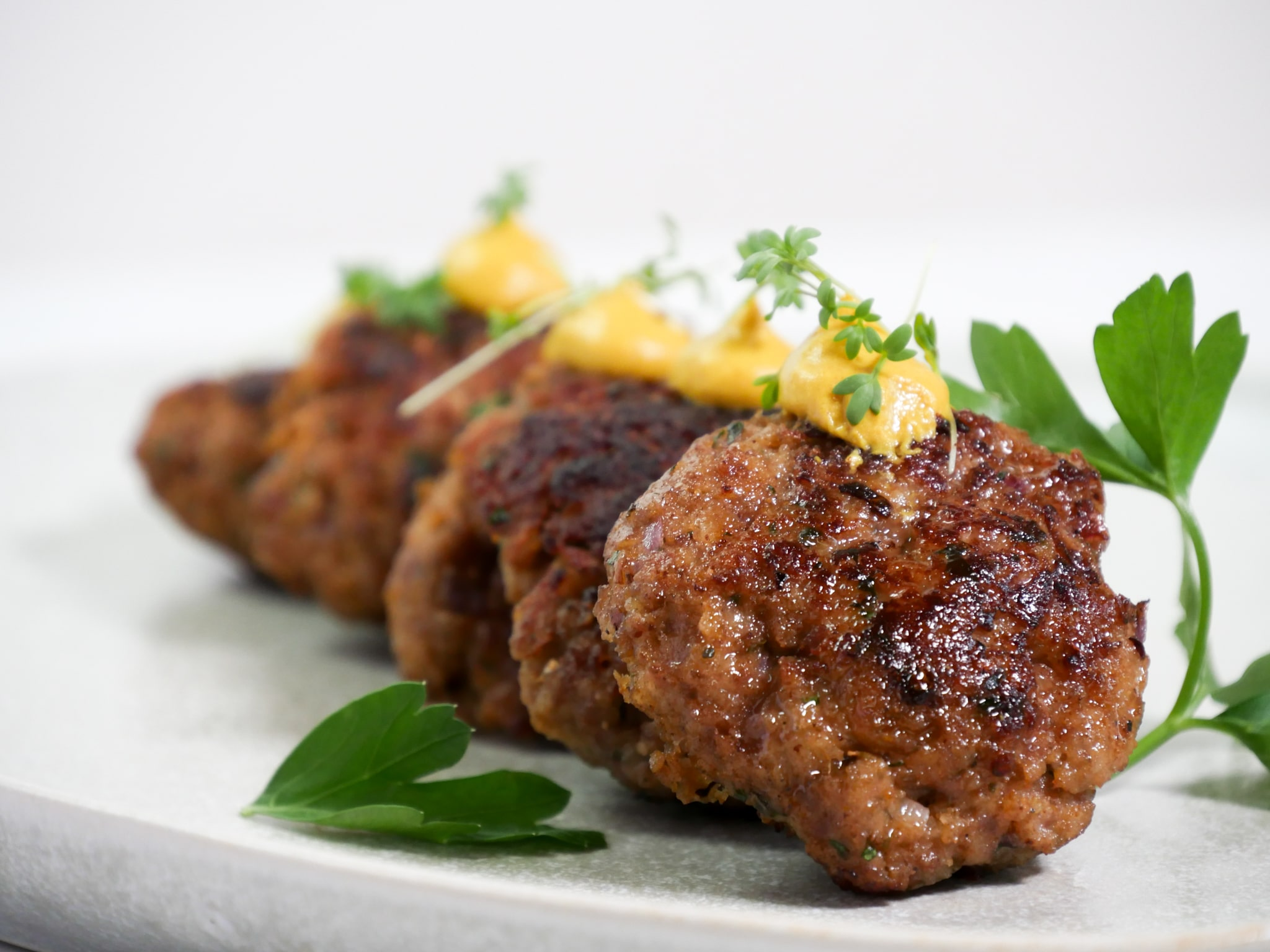
Fertig gebratene Frikadellen mit Senf

## Bezeichnungen
Es gibt viele Bezeichnungen für teils lokale und regionale Zubereitungen.
Der Begriff Frikadelle kann bereits seit Ende des 17. Jahrhunderts im deutschen Sprachgebrauch nachgewiesen werden. Daneben bestanden zu Anfang des 18. Jahrhunderts die Bezeichnungen Frickedelle und Fricandelle als Vorläufer der noch heute in der Gastronomie gebräuchlichen Frikandelle für gedämpfte Fleischschnitte. Der etymologische Ursprung der Frikadelle wird im französischen Ausdruck Fricandeau (aus dem Galloromanischen zu lateinisch frigere ‚rösten‘) vermutet, der eine gespickte und gebratene Kalbsschnitte bezeichnet. Frikadellen sind regional unter zahlreichen Namens- und Rezeptvarianten bekannt:
Die Bezeichnung Bulette/Boulette ist im Nordosten des deutschen Sprachraumes gebräuchlich und stammt vom französischen boulette für „Kügelchen“. Der Name wurde zuerst durch die Hugenotten in Berlin geläufig und übertrug sich von dort.
Auch die Bezeichnung Brisolette (von französisch briser für brechen, zerkleinern) entstand in dieser Zeit. Die Brisolette unterschied sich von der Bulette durch eine geringfügig kleinere, stärker gekrümmte Form, war meist in Paniermehl gewälzt und das Fleisch sollte innen noch leicht rosa sein. Die Brisolette stand vorzugsweise auf der Speisekarte der „feinen Küche“ des 19. und 20. Jahrhunderts. Die Bezeichnung wird auch für Fischklöße verwendet.
Das seit dem 18. Jahrhundert bekannte, ursprünglich ostpreußische Klops geht vermutlich auf das neuschwedische kalops, „gebratene Fleischscheibe“ zurück, möglicherweise auch auf das niederdeutsche kloppen, „klopfen“ (ge- bzw. zerklopftes Fleisch).
Die vornehmlich in Altbayern übliche Bezeichnung Fleischpflanzerl entwickelte sich aus der Bezeichnung Fleischpfannzelte. Zelte ist ein altertümlicher Ausdruck für einen flachen Kuchen, der sich auch in Bezeichnungen wie Lebzelte für Lebkuchen erhalten hat. Fleischpfannzelte bezeichnete also einen flachen Fleischkuchen aus der Pfanne. Es wurde vorwiegend aus Fleischresten zubereitet. In Baden-Württemberg, Bayrisch-Schwaben und Franken ist die Bezeichnung Fleischküchle oder Fleischküchla üblich. Allerdings wird in Bayerisch-Schwaben dieser Ausdruck immer mehr vom bairischen Dialekt verdrängt.
Im Süden und Westen von Thüringen findet man die Bezeichnung Hackhuller, Gehackteshuller oder einfach nur Huller. Hullern ist der Begriff für alles „was sich dreht“. Also wohl daher, dass man einen Hackhuller durch eine rollende Bewegung in den Händen formt.
In der Oberlausitz, also im Osten von Sachsen, werden die Frikadellen auch Gewiegtebrutl oder Gewiegtebrotl genannt, von „Gewiegtes“, eine lokal übliche Bezeichnung für Hackfleisch. Sie kommt von Wiegen, also von der Bewegung beim Zerkleinern des Fleisches mit dem Wiegemesser, und von „Brutl/Brotl“ (dialektale Verkleinerungsform von Brot).
Im Raum Chemnitz und dem Vogtland in Sachsen ist der Begriff Beefsteak üblich.
Im Schweizerdeutschen kennt man den Begriff Fleischtätschli oder Hacktätschli (gehacktes Fleisch, das „getätscht“, also flachgeklopft wird). In Österreich werden sie faschierte Laibchen, Fleischlaibchen oder umgangssprachlich Fleischlaberln genannt und in Böhmen Karbonadeln.

## Frikadellen aus Fisch
Fischfrikadellen oder Fischbuletten werden nach ähnlichem Rezept aus gehacktem Fischfleisch zubereitet.

## Abgrenzung zu ähnlichen Nahrungsmitteln
Frikadellen ähnliche, aber oft anders geformte Erzeugnisse aus portioniertem Hackfleisch zum gegarten Verzehr mit höherem Fleisch- und geringerem Stärkeanteil werden Deutsches Beefsteak genannt, wenn das Ausgangsmaterial Rindergehacktes ist, oder Hacksteak, wenn darin auch Schweinefleisch sein kann; sie zählen nicht zu den Frikadellen. Deutsches Beefsteak soll mindestens 80 Prozent Fleisch in der gewürzten Rohmasse enthalten.
Gelegentlich werden kleinere Frikadellen Fleischklößchen genannt, die auf der Grundlage von Brät hergestellt sein können. Eine Verwendung von Brät müsste beim Inverkehrbringen jedoch zumindest in Deutschland ausgewiesen werden, da nach dem Lebensmittelrecht dies der hiesigen Verkehrsauffassung dem Begriff Fleischklößchen widersprechen würde.